# Chlorophytum bracteatum
Chlorophytum bracteatum är en sparrisväxtart som beskrevs av Henri Hua. Chlorophytum bracteatum ingår i släktet ampelliljor, och familjen sparrisväxter. Inga underarter finns listade i Catalogue of Life.